# Csákánydoroszló
Csákánydoroszló (dt.: Zackersdorf-Frauendorf) ist eine Gemeinde im Kreis Körmend im Komitat Vas in Ungarn an der Grenze zu Österreich.

## Sehenswürdigkeiten

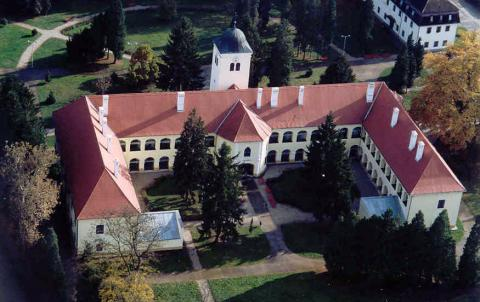
Burgkastell Csákánydoroszló

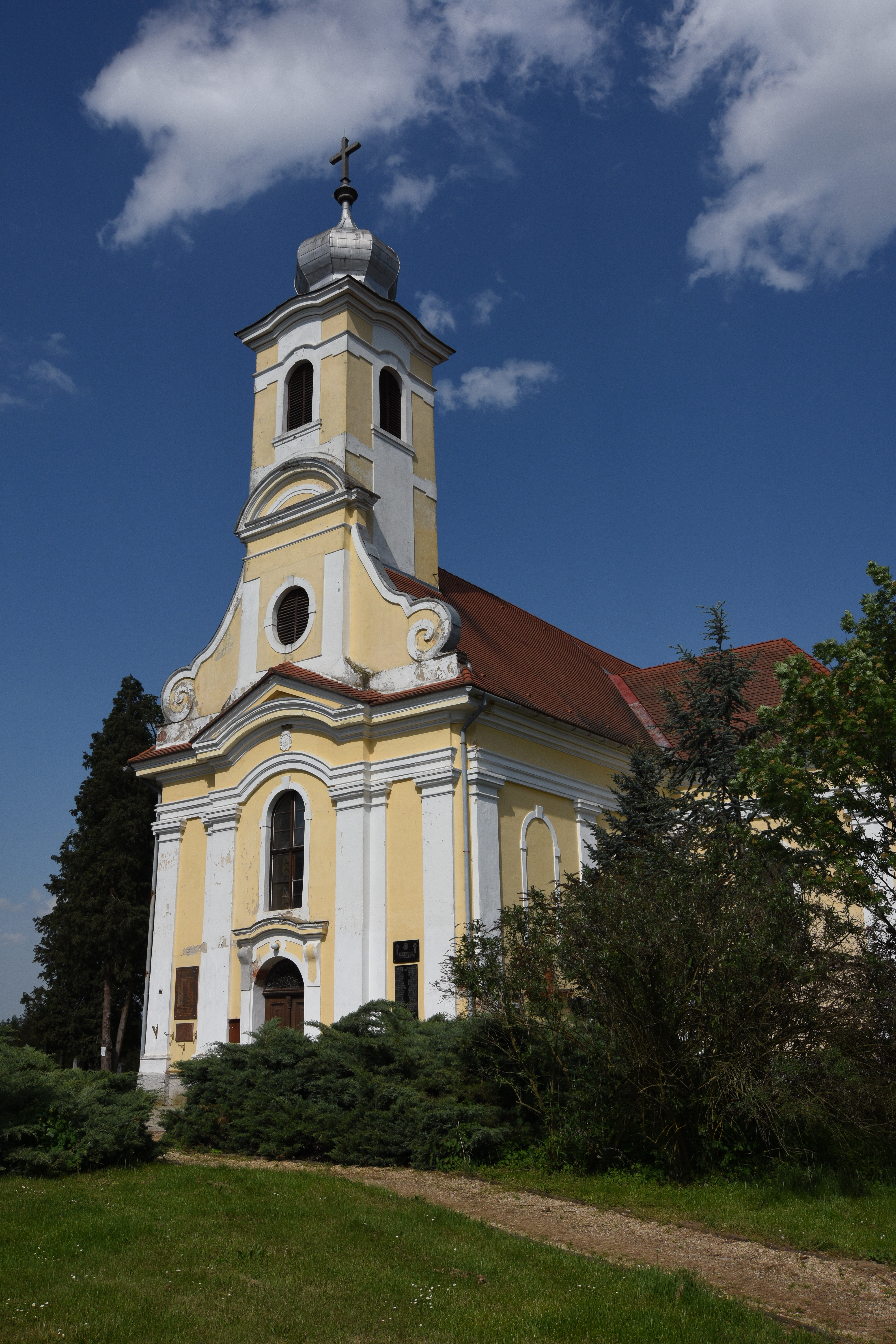
Kirche Csákánydoroszló

- Römisch-katholische Kirche Nepomuki Szent János, erbaut 1765 (Barock)
- Batthyány Mansion in Nagycsákány (Csákánydoroszló)

## Persönlichkeiten
- Joe Eszterhas (* 1944), Drehbuchautor